# كارلوس الأول ملك البرتغال

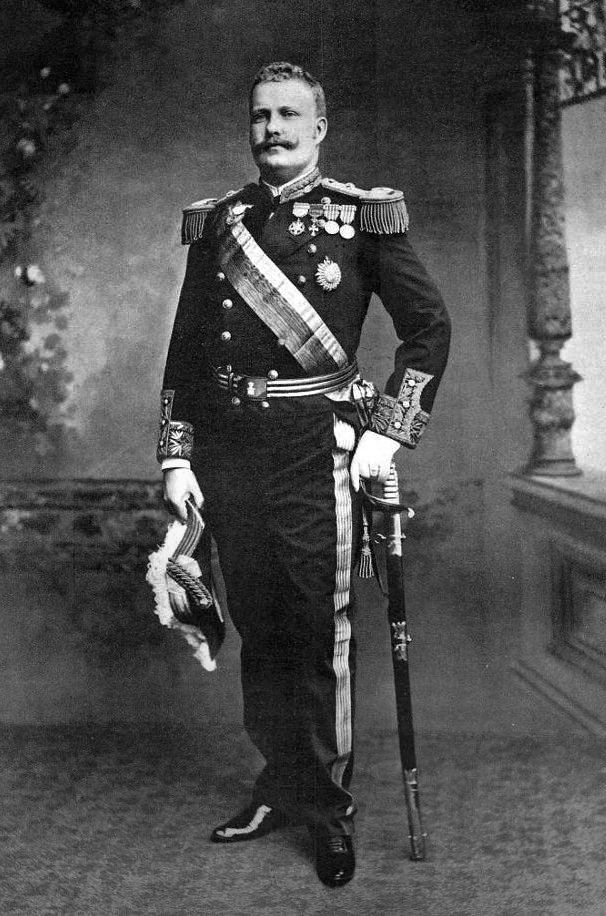
ملك كارلوس الأول

كارلوس الأول (28 سبتمبر 1863- 1 فبراير 1908) المعروف باسم الدبلومات والشهيد (بالبرتغالية:o Diplomata and o Martirizado) هو ملك البرتغال والغرب من (19 أكتوبر 1889) حتى اغتياله في 1908 من قبل الجمهوريين المعارضين بسبب سياسيته نحو الأنجليز حول المستعمرات البرتغالية، ويعتبر أول ملك برتغالي يموت مِيتة عنيفة بعد سبستيان الأول.

## أسرته
ولد كارلوس في لشبونة وهو كان ولي العهد لوالده ومنح ألقاب منها أمير الملكي للبرتغال ودوق براغانزا وأمير بيرا هو ابن لويس الأول ابن فرناندو الثاني، أمير من ساكس كوبرغ وغوتا وماريا الثانية بنت بيدرو الأول والرابع ابن جواو السادس. ووالدته هي ماريا بيا من سافوي بنت فيكتور إيمانويل الثاني ملك إيطاليا ابن كارلو ألبيرتو.
بيدرو الخامس عمه ويعتبر أيضا فرديناند الأول ملك رومانيا ابن عمته وأيضا إدوارد السابع ملك المملكة المتحدة قربيه من ناحية والده ومن ناحية ووالدته يعتبر أومبيرتو الأول خاله وفيتوريو إيمانويلي الثالث ابن خاله.
هو والد لويس فيليبي أمير الملكي للبرتغال الذي توفى في حادثة الاغتيال ومانويل دوق باجة الذي خلفه في الحكم ولكن تنازل عن العرش في 5 أكتوبر 1910 وقيام الجمهورية وبدأ يطلب بالعرش في المنفى «إنجلترا» حتى وفاته 1932 وورث إدعياءات العرش أحد أحفاد ميغيل الأول ملك البرتغال وحتى يومنا هذا.

## روابط خارجية
- كارلوس الأول ملك البرتغال على موقع الموسوعة البريطانية (الإنجليزية)